# Troféu Wanderpreis
Troféu Wanderpreis – war der erste Wettbewerb zwischen Fußballvereinen in der brasilianischen Stadt Porto Alegre. Das Turnier wurde von der Brasilianischen Bank für Deutschland (portugiesisch Banco Alemão) gesponsert.
Es wurde nur zwischen den beiden ältesten Clubs der Stadt gespielt, die zufällig am selben Tag von Deutschbrasilianern gegründet wurden: Fussball Club Porto Alegre und Grêmio Porto Alegre. Ursprünglich wurde das Turnier alle 6 Monate ausgetragen, ab 1907 wurde es jährlich ausgetragen. Nach drei aufeinanderfolgenden Siegen konnte Grêmio Porto Alegre im Jahre 1912 die Trophäe endgültig behalten.

## Ergebnisse

### Wanderpreis
| Datum              | Sieger        | Ergebnis | Verlierer     |
| ------------------ | ------------- | -------- | ------------- |
| 6. März 1904       | Grêmio        | 1-0      | Fussball Club |
| 25. September 1904 | Fussball Club | 2-1      | Grêmio        |
| 12. März 1905      | Grêmio        | 4-0      | Fussball Club |
| 10. September 1905 | Grêmio        | 2-0      | Fussball Club |
| 18. März 1906      | –             | 1-1      | –             |
| 5. Mai 1906        | Grêmio        | 3-1      | Fussball Club |

### Neuer Wanderpreis
| Datum              | Sieger        | Ergebnis | Verlierer     |
| ------------------ | ------------- | -------- | ------------- |
| 1. Dezember 1907   | Grêmio        | 4-1      | Fussball Club |
| 27. September 1908 | Fussball Club | 1-0      | Grêmio        |
| 3. Oktober 1909    | Fussball Club | 1-0      | Grêmio        |
| 29. September 1910 | Grêmio        | 5-0      | Fussball Club |
| 23. Oktober 1911   | Grêmio        | 1-0      | Fussball Club |
| 6. Oktober 1912    | Grêmio        | 5-0      | Fussball Club |